# Айналов Дмитро Власович
Дмитро́ Вла́сович Айна́лов (нар. 20 лютого 1862, Маріуполь — пом. 12 грудня 1939, Ленінград) — російський історик мистецтва; член-кореспондент Петербурзької академії наук з 1914 року.

## Біографія
Народився 8 [20] лютого 1862 року в місті Маріуполі (тепер Донецька область, Україна). Навчався в Одесі у Новоросійському університеті у Никодима Кондакова. У 1895 році захистив магістерську дисертацію, присвячену дослідженню мозаїк IV—V століть; у 1901 році — докторську дисертацію на тему «Елліністичні основи візантійського мистецтва».
Впродовж 1890—1903 років викладав у Казанському та Петербурзькому університетах (з 1903 року професор). Одночасно з 1904 року викладав на Вищих жіночих курсах, а в 1904–1925 роках — на курсах при Інституті історії мистецтв у Ленінграді. У 1918–1920 роках працював на історико-філологічному факультеті Таврійського університету у Сімферополі.
Помер в Ленінграді 12 грудня 1939 року. Похований на Літераторських містках на Волковському кладовищі у Санкт-Петербурзі.

## Праці
з мистецтва Візантії
- «Елліністичні основи візантійського мистецтва» (1900);
- «Візантійський живопис XIV століття» (1917);

з давньо-руського мистецтва
- «Києво-Софійський собор» (1889, разом з Єгором Рєдіним);
- «Стародавні пам'ятники мистецтва Києва. Софійський собор. Золотоверхий-Михайлівський і Кирилівський монастирі» (1899);
- «Нариси і замітки з історії давньоруського мистецтва» (1908);
- «Архітектура чернігівських церков» (1909);
- «Пам'ятники християнського Херсонесу» (1901);
- «Літопис початку російського мистецтва» (1904);
- «Історія давньоруського мистецтва» (1920);
- «Історія руського монументального мистецтва» (у 2-х томах, 1932—1933, німецькою мовою);

інші
- «Етюди про Леонардо да Вінчі» (1939).